# Sanandaj
Sanandaj (em persa: سنندج, em curdo:  Sinne) é uma cidade do Irão, no centro-oeste do país e capital da província do Curdistão iraniano. No censo de 2004, tinha 850 mil habitantes. Sanandaj está a 512 km de Teerão, e a 1 480 metros de altitude. É habitada principalmente por curdos, com minorias arménia e caldeia.

## Toponímia
O topónimo "Sanandaj" é a forma arabizada de "Sena Dej" (Sine Dij em curdo), que significa "o Castelo de Sena." Hoje é comummente denominada Sine em curdo.

## História
Sanandaj é uma cidade relativamente nova, construída há menos de quatrocentos anos pelo principado de Ardalã no século XVII. Após a conquista islâmica em 642, a maioria dos habitantes converteu-se ao Islamismo. Hoje a maioria dos habitantes segue o ramo sunita do Islamismo, que é a religião predominante. Isto diferencia-os do resto do Irão, principalmente xiita.
O principal monumento de Sanandaj é uma fortaleza que data do período do domínio abássida. Sanandaj foi muito próspera na época safávida, mas ficou completamente destruída na época de Carim Cã, da dinastia Zande. Mais tarde foi escolhida para ser a capital desta província, e atualmente é uma das mais importantes cidades do Irão ocidental.

## Clima
Sanandaj tem clima agradável na primavera e verão. A temperatura média em Sanandaj é de 15,2 °C na primavera, de 25,2 °C no verão, de 10,4 °C no outono e de 1,6 °C no inverno.

## Idioma
A língua local é o curdo, que está categorizado nas línguas indo-europeias, com uma distintiva forma gramatical, o sorâni. O Curdistão é uma grande província e o povo desta região fala diferentes dialetos. Utilizando uma ampla variedade de palavras e vocabulário, fez-se com que a língua seja harmónica e poética. O povo de Sanandaj fala o dialeto ardalani, que é um dos principais dialetos do curdo central.